# Femte våningen
Femte våningen (originaltitel: The Fifth Floor) är en amerikansk dramafilm från 1978 med Dianne Hull och Bo Hopkins i huvudrollerna. Filmen är regisserad av Howard Avedis.

## Handling
Kelly (Dianne Hull) jobbar som dansare på ett diskotek. Hon tar en drink som visar sig innehålla ett gift. Hon får en kraftig reaktion av ämnet i drinken som tillfälligt påverkar henne mentalt. På sjukhuset tror de att hon lider av någon mental sjukdom och hon blir därför inlagd på den psykiatriska mottagningen som ligger på femte våningen på sjukhuset. När hon väl kommit in på den psykiatriska mottagningen har giftet slutat verka och hon har återgått till sitt normala tillstånd. Hon tror därför att hon inom kort blir utsläppt igen. Men på mottagningen träffar hon Carl (Bo Hopkins), en vårdare på avdelningen som har specialiserat sig på att utnyttja kvinnliga patienter genom sexuellt ofredande. Carl har även specialiserat sig på att få friska patienter att bli mentalt sjuka och driva dem till galenskap. Carl visar sig också mycket duktig på att få omgivningen att tro att patienten är sjukare än i verkligheten. Detta blir ett problem för Kelly som hela tiden måste hålla sig borta från Carl för att kunna ta sig ut från den psykiatriska avdelningen. På grund av Carls manipulerande förlängs Kellys tid på den psykiatriska avdelningen. Detta gör Kellys situation allt värre. Även rymning därifrån kan bli nödvändigt då det visar sig att Carl kan vara livsfarlig för patienterna.

## Rollista
- Dianne Hull – Kelly McIntyre
- Bo Hopkins – Carl
- Patti D'Arbanville – Cathy
- Sharon Farrell – Melanie
- Robert Englund – Benny
- Anthony James – Derrick
- Julie Adams – Syster Hannelord
- Mel Ferrer – Dr. Sidney Coleman